# Klasztor Helfta
Klasztor Helfta (niem. Kloster Helfta) – klasztor żeński cysterek w dzielnicy Helfta, miejscowości Eisleben w kraju związkowym Saksonia-Anhalt, w powiecie Mansfeld-Südharz.  W XIII wieku był centrum mistycyzmu niemieckich kobiet pod przewodnictwem Gertrudy z Hackeborn.

## Historia
W 1229 roku hrabia Burchard von Mansfeld i jego żona założyli klasztor cystersów św. Marii niedaleko zamku w Mansfeld. Oficjalna inauguracja miała miejsce w 1258 roku, wtedy też pierwsze siedem sióstr przeniosło się z okolic Halberstadt do nowo wybudowanego klasztoru. Kolejne lata to okres rozkwitu klasztoru. Pod koniec XIII i XIV wieku klasztor został splądrowany. Klasztor został zsekularyzowany w 1542 roku. W 1868 roku klasztor ostatecznie przeszedł na własność parafii katolickiej, która z kolei próbowała go odrodzić z pomocą benedyktynek z Osnabrück, ale te starania zostały przekreślone w wyniku wprowadzenia Kulturkampf ograniczającego wpływy Kościoła. W 1945 roku NRD przekształciła klasztor we własność państwową. Zabudowania klasztoru zostały wykorzystane jako magazyny. W 1988 roku opinia publiczna zareagowała na plany rozbiórki zniszczonego kompleksu klasztornego, uruchamiając inicjatywy, które umożliwiły odbudowanie klasztoru. Dziś klasztor znów pełni swoją funkcję i jest domem dla zakonnic z zakonu cystersów.